# Fußball-Club Bayern München (femminile)
Il Fußball-Club Bayern München Frauenfußball, citato anche come Frauenfußballabteilung des FC Bayern München, noto internazionalmente come Bayern München o Bayern e in Italia come Bayern Monaco, è la sezione calcistica femminile del Fußball-Club Bayern München, società polisportiva tedesca avente sede a Monaco di Baviera.
Fondato nel 1970, ha conquistato numerosi trofei nei campionati di vertice tedeschi di categoria, divenendo Campione di Germania nel 1976, nell'allora Deutsche Fußballmeisterschaft, conquistando poi la Frauen-Bundesliga in sei occasioni.
La società ha anche una seconda squadra, il Bayern II, che nel campionato 2008-2009 vinse la Regionalliga (Süd) e che dalla stagione successiva milita stabilmente nella 2. Frauen-Bundesliga, la seconda divisione di calcio femminile tedesco. Il Bayern II è allenato da Nathalie Bischof dal 2012.

## Storia
La divisione femminile del Bayern Monaco è stata fondata nel 1970, quando la DFB ha revocato il divieto di disputa di partite di calcio femminile. La squadra si è subito imposta ad alto livello vincendo per diciannove anni consecutivi il titolo di campione della Baviera ed accedendo alle fasi finali del campionato tedesco (Deutsche Fußballmeisterschaft). Finalista del campionato nazionale per cinque volte (1975, 1976, 1979, 1982 e 1985), ha vinto il titolo solamente nel 1976. Nel 1988 e nel 1989 raggiunge la finale della DFB-Pokal der Frauen, ma senza riuscire a vincere il trofeo.
Membro fondatore della Frauen-Bundesliga nel 1990, retrocede in Bayernliga dopo due sole stagioni. Torna in massima serie nel 2000. Conquista la prima DFB-Pokal der Frauen nel 2012 e vince la Frauen-Bundesliga per la prima volta (seconda vittoria in assoluto) nel 2015. Grazie al secondo posto ottenuto nella stagione 2008-2009 partecipa per la prima volta alla UEFA Women's Champions League nella stagione 2009-2010: supera il girone di qualificazione, vince i sedicesimi di finale contro le ungheresi del Viktória Szombathely, per poi essere eliminato dal Montpellier negli ottavi di finale. Partecipa nuovamente alla UEFA Women's Champions League nella stagione 2015-2016, questa volta come campione di Germania in carica. Accede direttamente ai sedicesimi di finale, venendo eliminato dal Twente per la regola dei gol fuori casa dopo due pareggi. Al termine della stagione 2015-2016 ha vinto la Frauen-Bundesliga per la seconda volta consecutiva con dieci punti di vantaggio sul Wolfsburg.

## Allenatori
- 1987-1990  Cornelia Doll
- 2000-2003  Peter König
- 2004-2008  Sissy Raith
- 2008-2010  Günther Wörle
- 2010-2019  Thomas Wörle
- 2019-2022  Jens Scheuer
- 2022-  Alexander Straus

## Palmarès
- Campionato tedesco: 7

1976, 2014-2015, 2015-2016, 2020-2021, 2022-2023, 2023-2024, 2024-2025
- Coppa di Germania: 2

2011-2012 , 2024-2025
- Supercoppa di Germania: 1

2024
- Bundesliga Cup: 2

2003, 2011
- Campionato bavarese: 24

dal 1972 al 1990, 2000, 2004
Seconda squadra: 2002, 2005, 2007
- Coppa della Baviera: 9

1982, 1984, 1985, 1986, 1987, 1988, 1989, 1990
Seconda squadra: 2003
- Deutscher B-Juniorinnen Meister: 2

2012-2013, 2013-2014
- B-Juniorinnen-Meisterschaft: 4

1999-2000, 2005-2006, 2006-2007, 2007-2008.
- Regionalliga Süd: 1

Seconda squadra: 2009

## Statistiche

### Partecipazione ai campionati[12]
| Livello | Categoria         | Partecipazioni | Debutto   | Ultima stagione | Totale |
| ------- | ----------------- | -------------- | --------- | --------------- | ------ |
| 1º      | Frauen-Bundesliga | 26             | 1990-1991 | 2024-2025       | 25     |
| 2º      | Bayernliga        | 8              | 1992-1993 | 1999-2000       | 8      |

### Partecipazioni alle coppe
| Competizione                  | Partecipazioni | Debutto   | Ultima stagione | Totale |
| ----------------------------- | -------------- | --------- | --------------- | ------ |
| DFB-Pokal der Frauen          | 41             | 1982-1983 | 2024-2025       | 42     |
| UEFA Women's Champions League | 11             | 2009-2010 | 2024-2025       | 11     |

## Organico

### Rosa 2024-2025
Rosa, ruoli e numeri di maglia tratti dal sito ufficiale, aggiornati all'8 gennaio 2025
| N. |                     | Ruolo | Calciatrice                          |
| -- | ------------------- | ----- | ------------------------------------ |
| 1  | Germania (bandiera) | P     | Maria Luisa Grohs                    |
| 2  | Svezia (bandiera)   | D     | Linda Sembrant                       |
| 4  | Islanda (bandiera)  | D     | Glódís Perla Viggósdóttir (capitano) |
| 5  | Svezia (bandiera)   | D     | Magdalena Eriksson                   |
| 6  | Norvegia (bandiera) | D     | Tuva Hansen                          |
| 7  | Germania (bandiera) | D     | Giulia Gwinn                         |
| 8  | Germania (bandiera) | C     | Lena Oberdorf                        |
| 9  | Serbia (bandiera)   | A     | Jovana Damnjanović                   |
| 10 | Germania (bandiera) | C     | Linda Dallmann                       |
| 11 | Germania (bandiera) | A     | Lea Schüller                         |
| 12 | Germania (bandiera) | C     | Sydney Lohmann                       |
| 13 | Brasile (bandiera)  | D     | Tainara                              |
| 14 | Germania (bandiera) | C     | Alara Şehitler                       |
| 15 | Colombia (bandiera) | D     | Ana María Guzmán                     |

| N. |                        | Ruolo | Calciatrice                     |
| -- | ---------------------- | ----- | ------------------------------- |
| 16 | Svezia (bandiera)      | C     | Julia Zigiotti Olme             |
| 17 | Germania (bandiera)    | A     | Klara Bühl                      |
| 18 | Giappone (bandiera)    | C     | Momoko Tanikawa                 |
| 19 | Austria (bandiera)     | D     | Katharina Naschenweng           |
| 20 | Germania (bandiera)    | A     | Franziska Kett                  |
| 21 | Danimarca (bandiera)   | A     | Pernille Harder                 |
| 22 | Francia (bandiera)     | D     | Magou Doucouré                  |
| 24 | Polonia (bandiera)     | A     | Weronika Zawistowska            |
| 25 | Austria (bandiera)     | C     | Sarah Zadrazil (vice capitano)  |
| 28 | Germania (bandiera)    | D     | Michelle Ulbrich                |
| 30 | Germania (bandiera)    | D     | Carolin Simon                   |
| 31 | Inghilterra (bandiera) | C     | Georgia Stanway (vice capitano) |
| 32 | Germania (bandiera)    | P     | Ena Mahmutovic                  |
| 41 | Germania (bandiera)    | P     | Anna Wellmann                   |